# کومبا یالا
کومبا یالا (انگلیسی: Kumba Ialá؛ ۱۵ مارس ۱۹۵۳ – ۴ آوریل ۲۰۱۴) یک سیاست‌مدار اهل گینه بیسائو بود.